# Thomas Howard z Arundelu
Thomas Howard, 21. hrabě z Arundelu, 4. hrabě ze Surrey a 1. hrabě z Norfolku (7. července 1585 – 4. října 1646) byl anglický šlechtic, diplomat, cestovatel, mecenáš a sběratel umění. Jeho kariéra se kryje s vládou králů Jakuba I. a Karla I. Po smrti odkázal na 700 maleb spolu s velkou sbírkou soch, knih, grafik, kreseb a antických šperků.

## Život
Arundel byl přímým dědicem větve vévody z Norfolku a formálně tedy prvním vévodou Anglie. Titul Earl of Arundel je nejstarším hraběcím titulem v Anglii. Jeho děd se však zapletl do katolického spiknutí, které usilovalo o dosazení Marie Tudorovny na anglický trůn. Byl zajat a roku 1572 sťat. Thomasův otec byl rovněž horlivým katolíkem. Tři měsíce po narození syna (1585) byl zatčen, obžalován a uvržen do vězení v londýnském Toweru, kde také roku 1595 zemřel. Thomase vychovávala jeho matka, rovněž katolička. Thomas Arundel začal obnovovat vydrancované rodinné jmění až po smrti královny Alžběty a nástupu Jakuba I. Stuarta na anglický trůn. Nepodařilo se mu získat zpět titul vévody z Norfolku, ale těšil se přízni panovníků a roku 1606 se výhodně oženil a získal znovu svůj dědičný titul i postavení. Roku 1616 se zřekl katolické víry a roku 1621 byl jmenován královským ceremoniářem Anglie.

### Sběratel umění a mecenáš
Arundel byl typickým renesančním velmožem, pro kterého bylo sbírání uměleckých děl součástí pečlivě pěstované velkoleposti. Sbíral vše od mincí, rukopisů, knih a kreseb až po obrazy a sochy. Inventář jeho sbírky z roku 1655 obsahoval 598 obrazů a dalších 200 uměleckých předmětů.
V letech 1613-1614 podnikl první velkou cestu po Itálii a podařilo se mu získat velké množství klasických soch. Také jeho korespondence z roku 1625 dokládá, že diplomat sir Thomas Roe a sir Petty, pobývající v Cařihradu, hledali pro Arundela a vévodu z Buckinhamu v Malé Asii klasické řecké mramorové sochy. Byl tak úspěšným sběratelem, že roku 1628 o jeho sbírce vyšla práce Johna Seldena: Marmora Arundeliana.
Jakožto mecenáš měl zásadní vliv na vlámského malíře Anthonise van Dycka, který přišel v roce 1620 do Anglie na Arundelův podnět a také na českého rytce Václava Hollara, který provázel Arundela na cestách po Evropě a na svých leptech zdokumentoval část jeho cest a také jeho sbírky. Byl rovněž patronem svého knihovníka a slavného filologa Francise Juniuse, autora díla "De pictura veterum" a spisovatele Henry Peachama, který byl učitelem Arundelových dětí.